# سهره گلی سه‌نواره
سهره گلی سه‌نواره (نام علمی: Carpodacus trifasciatus) گونه‌ای از سهره از تیرهٔ سهرگان راستین (Fringillidae) است.
در مرکز چین و شمال شرق هند یافت می‌شود. زیستگاه طبیعی آن جنگل‌های معتدل است.